# Veliki park
Der Veliki park („Großer Park“) ist eine Parkanlage in Sarajevo in Bosnien und Herzegowina.

## Lage
Der Park liegt in der Gemeinde Sarajevo-Centar im Stadtviertel Mejtaš, an der Nordseite der Straße Maršala Tita (Titova, ‚Marschall-Tito-Straße‘), gegenüber dem Präsidentenpalast. Er erstreckt sich innerhalb des Zugs von Koševo, Džidžikovac, Tina Ujevića, und der Gasse Trampina.
Der Park zieht sich gegen die Stadthügel hin, ist von zahlreichen kleinen Wegen durchzogen, und ist die größte Grünanlage in der Stadt.

## Geschichte
Der Park liegt an der Stelle eines alten muslimischen Friedhofs, der von Muslihudin Hajji Mustafa Čekrekčija Ende des 16. Jahrhunderts angelegt wurde. Muslihudin Čekrekčija ließ auch 1526 die Čekrekči Moschee in Baščaršija, Sarajevos ersten Kuppelbau, errichten. Er schenke das Grundstück der Stadt, und ließ sich in einem anonymen Grab ohne Stein hier beerdigen.
Mit der Errichtung der österreichisch-ungarischen Verwaltung wurden Bestattungen im Stadtzentrum aus hygienischen Gründen untersagt. Die Anlage wurde 1885 bis 1886 in einen Park umgewandelt, umfangreich bepflanzt und in der Art eines Englischer Landschaftsgarten und für die Öffentlichkeit freigegeben. Dieser Bewuchs macht heute einen schönen alten Baumbestand aus.
Sein Name nimmt Bezug auf den westlich hinter der Koševo angrenzenden Mali Park (‚Kleiner Park‘), der ebenfalls auf alte Friedhöfe zurückgeht.

## Anlagen

Denkmal für die getöteten Kinder von Sarajevo

Einige der jahrhundertealten Nišani (Grabsteine) des ehemaligen Čekrekčija-Friedhofs sind bis heute erhalten.
Im unteren Teil des Parks, direkt an der Tito-Straße, befindet sich ein Denkmal für die mehr als 1300 während der Belagerung von Sarajevo getöteten Kinder (Spomenik ubijenoj djeci opkoljenog Sarajeva 1992–1995). Es ist ein rundes Brunnenbecken mit etwa 10 Meter Durchmesser, und einer von kleinen Springfontänen umgebenen zweiteiligen Glasskulptur. Dieses vom Sarajevoer Bildhauer Mensud Kečo geschaffene Objekt symbolisiert eine Mutter, die ihr Kind schützt. Die bronzene Brunneneinfassung wurde ausschließlich aus Granat- und Munitionshülsen hergestellt, die in den umliegenden Bergen gesammelt wurden. Die eingearbeiteten Fußspuren stammen von Freunden der Gestorbenen. Es wurde Herbst 2008 errichtet, Mai 2009 feierlich eingeweiht, und wurde 2010 um einige steinerne Stelen ergänzt, auf denen 521 der Kinder namentlich verzeichnet sind. Es sollen weitere Namen ergänzt werden.
An der Seite der Trampina befindet sich noch eine Grabstätte, hier ruhen neun Polizisten, die hier während der Operation Trebević ’93 gefallen sind.
Es finden sich auch zwei Sarajevo-Rosen.